# Sanduleak -69° 202
Sanduleak -69° 202a, prescurtat SK-69 202, a fost o stea variabilă, supergigantă albastră, situată în Marele Nor al lui Magellan, la marginea Nebuloasei Tarantula, de magnitudine 12. Apărută acum 10 milioane de ani și de 20 de ori mai masivă decât Soarele, SK-68 202 a explodat în supernovă de tip II, în urmă cu aproximativ 168.000 ani. Lumina exploziei a ajuns pe Terra în 23 februarie 1987 și de atunci este cunoscută sub numele de SN 1987A. A fost prima supernovă observată de la inventarea telescopului. Este de așteptat ca în câteva milioane de ani, alte patru stele din aceeași clasă, inclusiv Eta Carinae, să explodeze în supernove.
Steaua a fost descoperită de către astronomul american de origine română Nicholas Sanduleak, în anul 1970.
Telescopul Spațial Hubble a produs imagini în lumina vizibilă care pun în evidență structura internă a norului de gaze rezultate din această supernovă.